# 史丹福大學出版社
史丹福大學出版社（Stanford University Press, SUP）是史丹福大學的出版社。1892年在史丹福大學成立了一個獨立的出版公司，1895年首次把“史丹福大學出版社”的名稱印在書上。 1917年，史丹福大學買下出版社，使之成為史丹福大學的一個部門。
1999年，出版社成為史丹福大學圖書館的一個部門。它每年出版約130本書，目前地址是在紅木城。

## 主要獎項
- 班克洛夫特獎：
  - 羅伯塔·沃爾斯泰特（英语：Roberta Wohlstetter）. . 史丹福大學出版社. 1962.
  - 梅尔文·莱弗勒（英语：Melvyn P. Leffler）. . 史丹福大學出版社. 1992.[4]
- 諾提勒斯書獎（英语：Nautilus Book Awards）：Michael Russo. . 史丹福大學出版社. 6 April 2010. ISBN 978-0-8047-7428-4.[5]